# Mary Randolph

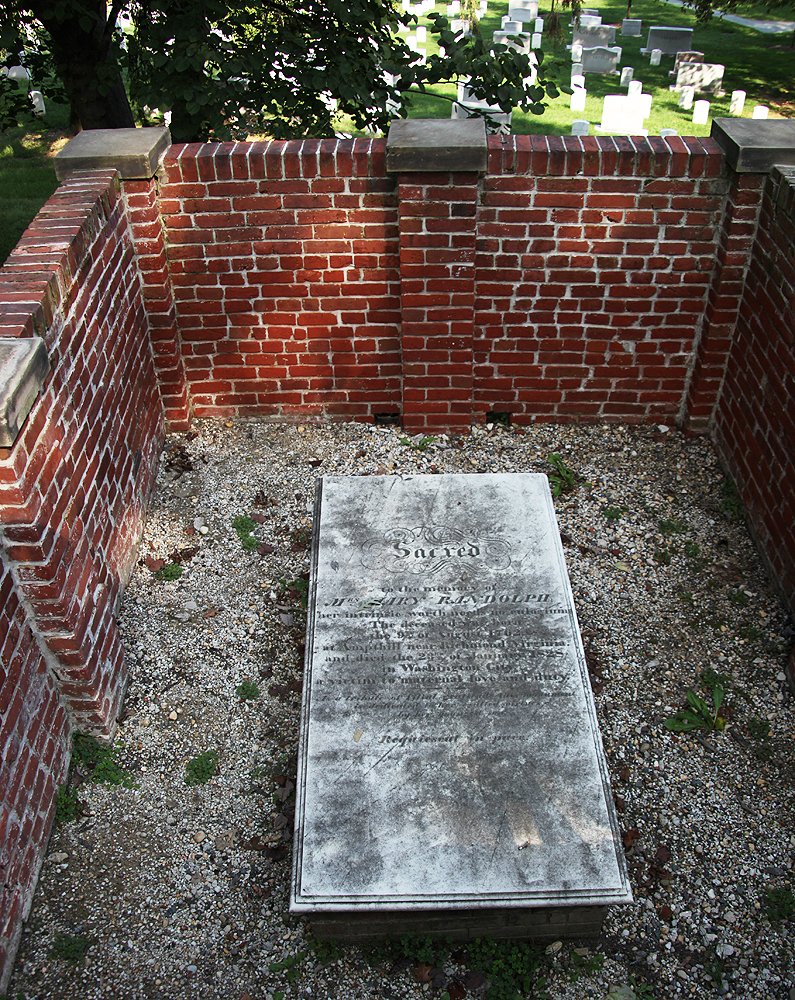
Das Grab von Mary Randolph im Arlington National Cemetery

Mary Randolph (* 9. August 1762 in Amphill, Richmond; † 23. Januar 1828 in Washington, D.C.) war die Autorin von The Virginia House-Wife (1824), einem der einflussreichsten Haushaltungs- und Kochbücher des neunzehnten Jahrhunderts. Sie war die erste offiziell verzeichnete Person, die im späteren Nationalfriedhof Arlington beigesetzt wurde.

## Familie
Mary Randolph war die Tochter von Thomas Mann Randolph (1741–1794), einem Mitglied der Virginia Convention von 1776 und dessen erster Ehefrau, Ann Cary Randolph. Die Familie Randolph gehörte zu den einflussreichsten Familien Virginias, deren Wurzeln bis in die frühe Kolonialzeit zurückreicht. Sie war eine Nachfahrin von Pocahontas und ihrem britischen Ehemann John Rolfe. Mary war die Cousine von George Washington Parke Custis und die Patin von dessen Tochter Mary Anna Randolph Custis Lee. Zu ihren Geschwistern gehörte Thomas Mann Randolph, der zwischen 1803 und 1807 seinen Staat im US-Repräsentantenhaus vertrat und von 1819 bis 1822 Gouverneur des Bundesstaates Virginia war; und Virginia Randolph Cary (1786–1852), der Autorin von Letters on Female Character, Addressed to a Young Lady, on the Death of Her Mother (1828).

## Leben und Werk
Mary wurde in Amphill, der Plantage ihres Großvaters mütterlicherseits in Chesterfield County geboren, sie war die älteste von 13 Geschwistern. Zu ihrer Erziehung gehörte unter anderem Haushaltsführung, was damals zur Ausbildung einer Frau der Oberschicht gehörte, sie lernte ein großes Haus mit zahlreichen Angestellten zu führen. Mary heiratete im Dezember 1780 auf der Plantage Presque Isle in Chesterfield County, Virginia, ihren Cousin David Meade Randolph. Er war ein herausragender Farmer und bekannter Erfinder, der im Unabhängigkeitskrieg gedient hatte. Das Paar bekam acht Kinder, von denen vier das Erwachsenenalter erreichten: Richard, William Beverly, David Meade and Burwell Starke.
Da der größte Teil der Plantage Presque Isle sumpfig war und ein Gesundheitsrisiko darstellte, zog die Familie nach Richmond. Ihr Stadthaus Moldavia in Richmond wurde zum Zentrum der Aktivitäten der Föderalistischen Partei. Marys Fähigkeiten als Gastgeberin und ihre Küche waren weit über Richmond hinaus bekannt. Die Wahl von Thomas Jefferson, 1800, beendete David Randolphs politische Karriere, durch den Fall der Tabakpreise und die Rezession von 1800 bis 1802 verlor die Familie einen Großteil ihres Vermögens, sie schrieben Moldavia zum Verkauf aus und zogen in ein Mietshaus.
Damit ihrer Familie den Lebensstandard halten konnte, ging Mary einen für eine Frau der Oberschicht ungewöhnlichen Schritt und eröffnete eine Pension. Gleichzeitig wurde David Agent für die Black Heth Coal Mines und reiste in dieser Funktion nach England und Wales. Er meldete einige Patente im Schiffbau und in der Kerzenproduktion an. Mary Randolph selbst soll eine Eisbox erfunden haben, dass Patent wurde aber unter Davids Namen angemeldet. 1819 gab das Paar seine Geschäfte auf und zog nach Washington D.C., um bei ihrem Sohn William Beverley Randolph zu wohnen.
Dort schrieb Mary ihr Buch The Virginia House-Wife, das 1824 erschien und bis 1860 sechs Auflagen erreichte. Indem sie ein Kochbuch schrieb, das klare und kurze Anweisungen erhielt, welches es in der Form zu diesem Zeitpunkt noch nicht gab, schloss sie eine Lücke. Das Kochbuch war speziell auf die Verhältnisse in Virginia zugeschnitten, die Kochbücher der damaligen Zeit waren alle aus England importiert. Mary versuchte das Leben der Frauen zu erleichtern, in dem sie die Zeit verkürzte, die diese in der Küche zubringen mussten. The Virginia House-Wife enthielt zahlreiche Rezepte aus kostengünstigen Zutaten, die jeder sich leisten konnte und aus denen man beeindruckende Gerichte kochen konnte. Das Buch enthielt beliebte Rezepte aus dem Süden, beschrieb die richtige Zubereitung von Gemüse und führte Gerichte aus dem Ausland, wie beispielsweise Gazpacho, in der Küche des Südens ein. Ihr Kochbuch wurde in Virginia zum Synonym für Feine Küche. The Virginia House-Wife gilt heute als historisches Dokument.